# Baumwart

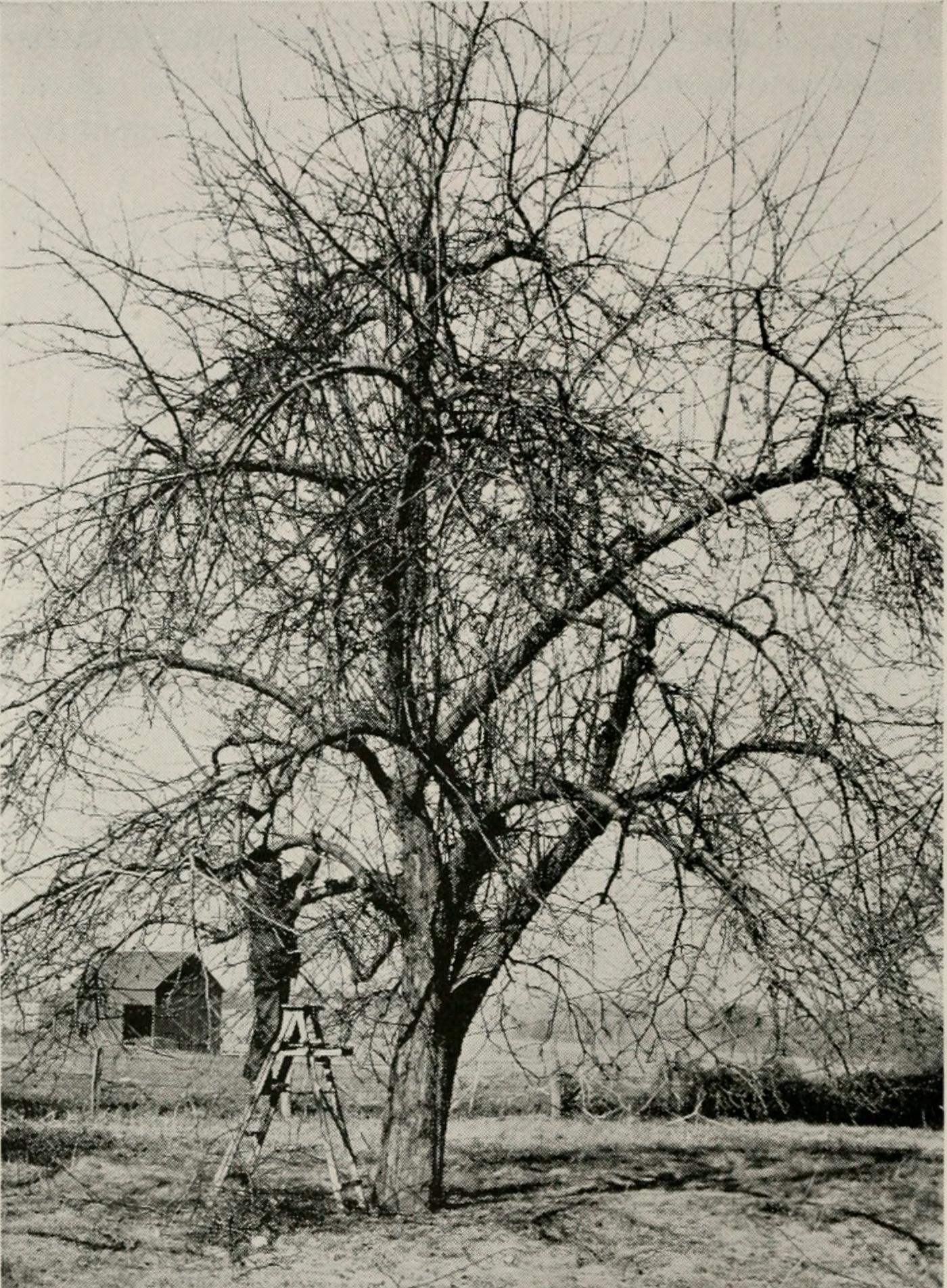
Baumwart beim Verjüngen eines alten Apfelbaums

Als Baumwart werden Fachleute bezeichnet, die auf Pflege und Erhaltung sowie den fachgerechten Schnitt und die Veredelung von Obstbäumen und Obstgehölzen spezialisiert sind.

## Geschichte
Seine Ursprünge hat der Beruf wohl, als um 1800 beispielsweise in Sachsen in Erlassen geregelt wurde, dass in allen Orten Baumschulen anzulegen seien und zur Pflege von diesen Baumwärter angestellt werden müssen.
1837 hielt Eduard Lucas in Hohenheim bei Stuttgart die ersten staatlichen Baumwärterkurse ab. In den Anfangsjahren besuchten jährlich knapp siebzig junge Leute die Ausbildung zum Baumwart. Eine erste Dienstanweisung für Gemeindebaumwarte entstand 1848 ebenfalls auf Anregung von Eduard Lucas. Sie regelte die Aufgaben der Baumwarte bis ins Detail.
Bis Mitte der 1960er-Jahre war die Baumwartausbildung Teil der landwirtschaftlichen Fortbildung, die von den Landwirtschaftsämtern oder -kammern ausging. Die abzulegende Prüfung war eine staatliche. Mit der abnehmenden wirtschaftlichen Bedeutung des Streuobstanbaus an Hochstämmen endete in den 1970er-Jahren auch die damalige Ausbildung zum Baumwart. Es gibt nach wie vor Baumwartvereinigungen, die sich inzwischen aus Altersgründen aber in Baden-Württemberg oft mit Fachwartvereinigungen zusammengeschlossen haben.

## Ausbildung

### Österreich
Die Ausbildung zum Baumwart erfolgt durch Kurse, die durch diverse Unternehmen und Vereine angeboten werden. Die Kurse umfassen im Allgemeinen Theorie- und Praxisteile, in welchen den Auszubildenden die Grundlagen des Obstbaus, Schnitttechnik, Sortenkunde, Geschichtliches, Veredelung sowie ein umfassender Überblick über Schädlinge im Obstbau und deren Bekämpfung nahegebracht werden. Die Kurse werden mit einer Prüfung beendet und viele Kursanbieter bieten den Absolventen danach ein Zertifikat mit der Berufsbezeichnung Baumwart an.
Eine Ausbildung zum Baumwart bietet das Ländliche Fortbildungsinstitut (LFI) Kärnten in Zusammenarbeit mit dem Obst- und Weinbauzentrum (OWZ) Kärnten in Sankt Andrä im Lavanttal (Kärnten) an. Der Kurs soll zur Vertiefung der theoretischen und praktischen Kenntnisse im Obstbau dienen, damit im eigenen Betrieb oder überbetrieblich Obstbauarbeiten durchgeführt werden können. Die Ausbildung umfasst: Grundlagen des Obstbaues, Errichtung und Pflege von Obstanlagen, Ernte, Lagerung, Schnitt und Pflegemaßnahmen sowie Erkennen von Schädlingen und Krankheiten. Auch Exkursionen sind ein Bestandteil der Ausbildung. Die 90-stündige Ausbildung erstreckt sich auf 11 Kursteile in Eintagesblöcken und findet im OWZ Kärnten statt. Nach erfolgter Ausbildung können Kursteilnehmer, welche die Qualifikation Baumwart anstreben, diese durch eine bestandene Prüfung erlangen.

### Deutschland
Die Baumwartausbildung bei den „Landwirtschaftlichen Lehranstalten in Triesdorf“ hat eine lange Tradition. Bereits im Jahr 1869 wurden die ersten Baumwarte ausgebildet, um als Multiplikatoren für das Wissen um den Obstbaumschnitt, die Veredelung und Krankheiten und Schädlinge in ihren Heimatgemeinden zu wirken.
Im Zusammenhang mit der Steigerung der Flächenproduktivität in der Landwirtschaft in den 1960er-Jahren rückten die Streuobstbestände wirtschaftlich in den Hintergrund. Die Europäische Gemeinschaft zahlte bis 1974 Rodungsprämien für jeden Hochstammobstbaum, um Obstplantagen zu fördern. Streuobstgürtel um die Ortschaften verschwanden, um Platz für Bau- und Gewerbegebiete zu machen. Vor diesem Hintergrund wurde auch die Baumwartausbildung in Triesdorf im Jahr 1959 zunächst eingestellt.
Nachdem die Streuobstbestände in Bayern um Millionen von Bäumen abgenommen hatten, wurden in den 1980er-Jahren im Rahmen vieler Flurbereinigungsverfahren und auch Privatinitiativen wieder Hochstammobstbäume in die Fluren gepflanzt. Des Weiteren erfolgten Pflanzungen aufgrund der Ausgleichsflächenregelungen für die Flächenversiegelung durch Bau- und Gewerbegebiete. Auffallend war dabei jedoch die mangelhafte Pflege der neu gepflanzten Bäume mit der Folge des massenhaften Absterbens von Jungbäumen. Verluste von 50 Prozent waren keine Seltenheit.
Aus dem Bezirk Mittelfranken heraus entstand im Jahr 2010 eine Initiative für die Wiederbelebung des für die Erhaltung der Streuobstbestände wichtigen Amtes des Baumwartes. Die Landwirtschaftlichen Lehranstalten Triesdorf wurden mit der Entwicklung eines entsprechenden Konzepts beauftragt, das von Gärtnermeister Simon Schnell mit Leben erfüllt wurde. Seit dem Jahr 2012 werden in Triesdorf wieder alljährlich 25 neue Baumwarte ausgebildet.
Die Fachberatungsstelle für Obst- und Gartenbau des Landratsamtes Rastatt bietet Ausbildungen zum Baumwart an. Die Ausbildung dauert, analog zur früheren staatlichen Baumwartausbildung, nach wie vor sieben Wochen während zweier Jahre – es sollen im Praxisunterricht zwei komplette Wachstumsperioden eingeschlossen sein. Als Ziel der Baumwartausbildung wird dort genannt: „Erlernen der fachgerechten Pflege von Obst- und Ziergehölzen sowie für Rasen- und Pflanzflächenpflege die notwendigen praktischen Fertigkeiten und theoretischen Kenntnisse“. Das Landratsamt Rastatt erteilt nach bestandener Prüfung mit der Urkunde eine Bestätigung des Regierungspräsidiums Karlsruhe (Aktenzeichen 34d-8412.35-3), wonach sowohl die Ausbildung als auch die durchgeführte Prüfung zum Baumwart dem früheren staatlich geprüften Baumwart vollumfänglich entspricht.
Diese Ausbildung sieht pro Ausbildungswoche jeweils einen Tag theoretischen Unterricht und vier Tage Praxisunterricht vor. Themen sind unter anderem: Pflanzen von Bäumen und Sträuchern, Pflanzschnitt, Düngung, Jungbaumerziehung und -pflege, Anlegen von Strauch- und Baumscheiben, Pflanzenkrankheiten und -schädlinge sowie deren Erkennung und Bekämpfung (integrierter und ökologischer Pflanzenschutz), Kronen- und Erziehungsformen, Schnittzeiträume, Wundverschlüsse, Veredelungen und Umveredelungen, heimische und exotische Obstgehölze, Straßenbäume, kommunale Grünpflege, Behandlung von Ökobäumen (Totholz, Brut- und Nistmöglichkeiten und so weiter), Neophyten und Neozoen, invasive Neobiota sowie autochthone Arten, Natur- und Landschaftsschutz und vieles mehr.
Der Ausbildungsplan in der Region Odenwald bezieht zusätzlich zu den oben genannten Punkten noch Bodenpflege und Nachbarschaftsrecht mit ein.

## Berufsanerkennung
In Österreich kann sich derzeit theoretisch jeder als Baumwart bezeichnen, da die Berufsbezeichnung noch nicht geschützt ist.

## Unterschied zum Gärtner und anderen vergleichbaren Berufen
Der Baumwart unterscheidet sich vom Gärtner, Landschaftsgärtner, Landschaftsgestalter und Forstfacharbeiter dahingehend, dass seine Ausbildung und die damit erworbene Fachkenntnis schwerpunktbezogen auf den Obstbau beschränkt ist. Innerhalb der Ausbildung zum Gärtner werden zwar die Grundlagen des Obstbaumschnittes gelehrt, beziehen sich aber meist nur auf die Wuchsform der Bäume. Ein Baumwart ist somit nicht automatisch auch Gärtner und umgekehrt. Jedoch können sich diese Berufe durchaus gegenseitig ergänzen.

## Weiterführende Fortbildung
Viele Institutionen, welche die Ausbildung zum Baumwart anbieten, ermöglichen auch die Weiterbildung zum Kellerwart und/oder Winzer. Die Kopplung der Ausbildungen Baumwart und Winzer ist deshalb interessant, weil dadurch das Betätigungsfeld vom Obstbau auf den Weinbau ausgedehnt werden kann.
Aber auch der Pomologe, Most-Sommelier oder Streuobstpädagoge sind interessante Erweiterungen. Für viele Baumwarte sind solche Zusatzqualifikationen wichtig; durch sie werden nicht nur umfassende Kenntnisse der Obstverarbeitung und -veredelung gewonnen, auch der Naturschutzgedanke im Erhalt von Bäumen der immer seltener werdenden Streuobstwiesen und in Natur- und Landschaftsschutzgebieten kann so weitergetragen werden.

## Aufgabengebiet
Das Aufgabengebiet des Baumwarts erstreckt sich von der Betreuung des eigenen Gartens oder der eigenen Obstplantage bis hin zur gewerblichen Betreuung von Hausgärten und Streuobstwiesen. Auch die Pflege und der Erhalt von Bäumen – selbst Totholzbäumen und toten Bäumen – in Landschafts- und Naturschutzgebieten geraten im Hinblick der Biodiversität immer mehr ins Blickfeld des praktischen Naturschutzes und der Öffentlichkeit.
Da viele Kursabsolventen Landwirte sind, die sich die Fachkenntnisse hauptsächlich für den Eigengebrauch angeeignet haben, besteht eine immer größer werdende Nachfrage an Baumwarten zur Betreuung von Gärten, Grundstücken und Streuobstwiesen von Privatpersonen.
Zu dieser Betreuung gehört nicht nur der fachgerechte Schnitt von Obstgehölzen, sondern unter anderem auch das Düngen, Nachpflanzen von Jungbäumen, Krankheitserkennung (zum Beispiel Feuerbrand) und Umveredelungen. Meist ist der Baumwart auch kompetenter Ansprechpartner in Fragen der Baumpflege im Allgemeinen sowie des Obstbaus im Besonderen (Obstsorten und dazu passende Befruchtersorten, Krankheits- und Schädlingsresistenzen und Unverträglichkeiten, Neuheiten und aktuelle Anbauempfehlungen und so weiter).
Nachdem die ausgebildeten Baumwarte heute durch die oft fehlenden Ausbildungsmöglichkeiten sowie Überalterung immer weniger werden, wird seit 1998 vom Landesverband für Obstbau, Garten und Landschaft Baden-Württemberg (LOGL) durch die Ausbildung von Fachwarten (die genaue Bezeichnung ist „LOGL-geprüfte Obst- und Gartenfachwarte“) das notwendige Wissen der Baumpflege – auch im Hinblick der Erhaltung und Entwicklung der regionalen Streuobstwiesen – weitergegeben, erhalten und ausgebaut.